# Тупљак
Тупљак је насељено место у саставу општине Пићан у Истарској жупанији, Хрватска. До територијалне реорганизације у Хрватској налазио се у саставу старе општине Лабин.

## Становништво
На попису становништва 2011. године, Тупљак је имао 236 становника.

## Попис1991.
На попису становништва 1991. године, насељено место Тупљак је имало 280 становника, следећег националног састава:
| Попис 1991.‍  | Попис 1991.‍  | Попис 1991.‍ | Попис 1991.‍ | Попис 1991.‍ |
| ------------ | ------------ | ----------- | ----------- | ----------- |
|              |              |             |             |             |
| Хрвати       | Хрвати       |             | 176         | 62,85%      |
| регион. опр. | регион. опр. |             | 98          | 35,00%      |
| непознато    | непознато    |             | 6           | 2,14%       |
| укупно: 280  |              |             |             |             |